# Anticaglie
Anticaglie è un'opera di Felice Cavallotti, uscita nel 1879 e poi compresa nel volume IV delle Opere, edito a Milano per la Tipografia sociale Reggiani e C. nel 1883.

## L'opera
Il libro si compone di due parti: la prima è costituita da una lunga prefazione ed è suddivisa in due sezioni: nella prima sezione, Cavallotti critica il verismo di Lorenzo Stecchetti (espresso in Postuma e Nova polemica) e dei suoi imitatori; nella seconda vi si trova un'analisi tutt'altro che benevola nei confronti della nuova metrica barbara carducciana. Nella seconda parte del libro, invece, l'autore mette in poesia le critiche avanzate nella prima parte.
L'opera, nel criticare la nuova poesia verista, si collega a Praefatio di Luigi Alberti e a Un grido di Giovanni Rizzi, con la differenza che Cavallotti non partiva da basi moralistiche. Se, infatti, per Rizzi e Alberti la nuova poesia doveva essere combattuta soprattutto perché contraria alla morale, il Cavallotti criticava il manierismo di questi nuovi poeti che riproponevano stanchi motivi (soprattutto quelli osceni come il ripudio dell'amata perché volgare prostituta), usando un linguaggio convenzionale e standardizzato.

## Studi critici
- Claudio Mariotti, Plausi e vituperi di un falso morto. I "Postuma" di Olindo Guerrini tra imitazioni, contestazioni e parodie, in I Quaderni del Cardello, n. 16, 2007.